# Out of the Blue: Live at Wembley
Out of the Blue: Live at Wembley es un concierto grabado por la Electric Light Orchestra.
En 1978, la banda tocó en Wembley Arena para ocho apariciones. La noche de introducción (una gala de caridad) fue grabado en la presencia del duque de Gloucester y la duquesa de Gloucester, y la banda fue presentada por el actor estadounidense Tony Curtis.
El escenario fue un gigantesco platillo volador con ascensores hidráulicos, con un "techo" que se abriría para revelar la banda. El concierto fue uno de los primeros ejemplos de láseres usados en un concierto de rock. Debido al fuerte sonido acústico en el platillo volador de metal y fibra de vidrio, la banda tuvo dificultad para escuchar sus monitores y seguir tiempo, así que se utilizaron cintas de apoyo que solo la banda escucharía. La emisión original fue sonido mono mezclado del concierto y usó algunas cintas traseras usadas por la banda puestas en la mezcla, para hacer que la banda pareciera que estuviera haciendo sincronía de labios.
La gira Out of the Blue Tour o Big Night, como se fue conocida en los Estados Unidos, se convirtió en la gira de conciertos más taquillera de 1978, con la parte norteamericana de la gira rompiendo muchos récords de asistencia y ventas. Este concierto, junto con la gira The Face the Music Tour 1976, fueron lanzados como álbumes en vivo en 1998.

## Lanzamientos en video
El concierto fue publicado en VHS, Betamax y Laserdisc en 1980, nuevamente en el '89 como VHS, luego en el '98 como DVD y VHS junto con su álbum de video musical producido para el álbum Discovery (para el cual la banda nunca estuvo de gira). Como se mencionó anteriormente, la calidad de sonido del concierto de Wembley contenida en algunos de estos primeros lanzamientos fue relativamente pobre, y elevaban la prominencia de las cintas de respaldo de estudio en muchas canciones. En 2006, las cintas maestras de concierto se obtuvieron y se volvieron a mezclar correctamente, por lo que se restauró el sonido originalmente planeado para el video y se presentó en sonido DTS, logrando asemejarse al sonido que escuchó la audiencia. Sin embargo, las cintas de grabación pregrabadas aún están presentes en algunas pistas como "Standin 'in the Rain", "Night in the City" y "Turn To Stone", pero mucho mejor atenuadas. Se ha programado un nuevo lanzamiento en DVD del concierto con material adicional y nuevo empaque de acuerdo con el sitio web ftmusic. Un disco Blu-ray del concierto fue lanzado en marzo de 2015 y contó con imágenes extra de varias actuaciones de otros conciertos.

## Lista de canciones del concierto

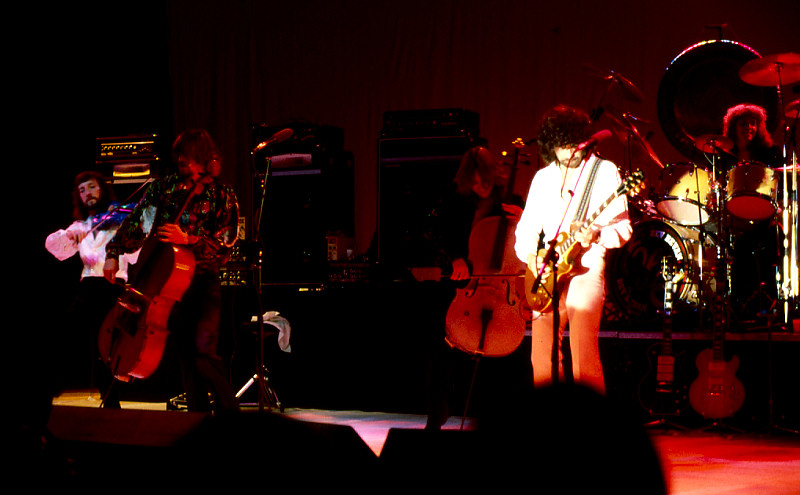
Concierto en Oslo de la gira de Out of the Blue en 1978.

A continuación se muestra la lista de canciones del concierto. Las pistas 5–7, 11, 13, 17 y 21 de esa noche nunca se han lanzado en video o disco compacto, el resto ha aparecido en el DVD.
- Introducción por Tony Curtis

1. Tema de introducción
2. Standin' in the Rain
3. Night in the City
4. Turn to Stone
5. Eldorado Overture
6. Can't Get It Out of My Head
7. Hugh's Solo/Flight of the Bumblebee
8. Tightrope
9. Telephone Line
10. Rockaria!
11. Mik's solo/In the Hall of the Mountain King/Hungarian Dance No. 5
12. Wild West Hero
13. Strange Magic
14. Showdown
15. Anuncio de 1 minuto
16. Sweet Talkin' Woman
17. Evil Woman
18. Mr. Blue Sky
19. Do Ya
20. Livin' Thing
21. Ma-Ma-Ma Belle
22. Roll Over Beethoven

- Tema outro de Electric Light Orchestra

El Blu-ray de 2015 contiene vídeos extras con lo siguiente:
Universidad de Brunel, 1973
- King of the Universe
- Ma-Ma-Ma Belle
- En el salón del rey de la montaña
- Great Balls of Fire

Rockplast, 1974
- Daybreaker
- Showdown
- Day Tripper
- Orange Blossom Special
- Ma-Ma-Ma Belle
- En el salón del rey de la montaña
- Great Balls of Fire
- Roll Over Beethoven
- Entrevista de Rockplast

Fusion, 1976
- Poker
- Nightrider
- Showdown
- Eldorado Overture
- Can't Get It Out of My Head
- Poor Boy (The Greenwood)
- Illusions in G Major
- Strange Magic
- 10538 Overture
- Do Ya
- Evil Woman
- Ma-Ma-Ma Belle
- Roll Over Beethoven

Álbum en video de Discovery, 1979
- Shine a Little Love
- Confusion
- Need Her Love
- The Diary of Horace Wimp
- Last Train To London
- Midnight Blue
- On the Run
- Wishing
- Don't Bring Me Down

## Personal
- Jeff Lynne - Voz principal, guitarra
- Bev Bevan - Batería
- Richard Tandy - Teclados
- Kelly Groucutt - Bajo, coros
- Mik Kaminski - Violín
- Hugh McDowell - Chelo
- Melvyn Gale - Chelo, piano
- Jake Commander - Coros, guitarra acústica